# Zauber der Bohème
Zauber der Bohème ist ein österreichischer Spielfilm aus dem Jahre 1937.

## Handlung
René Lambertin (Jan Kiepura) ist ein arbeitsloser Tenor. Die junge Sopranistin Denise Vernier verliebt sich in ihn und möchte ihm weiterhelfen. Sie benutzt den Champagnerfabrikanten Octave de Croisson, um der Karriere Renés einen Schub zu geben. Croisson ist verliebt in Denise und erfüllt ihr jeden Wunsch. Er spricht mit dem Operndirektor Delumat und René erhält tatsächlich die Hauptrolle in Giacomo Puccinis La Bohème. Denise singt den weiblichen Hauptpart. In der Realität wird dann plötzlich ihr Rollenschicksal zu ihrem eigenen und sie erkrankt an Tuberkulose. Das Glück des jungen Paares scheint zerronnen. Denise verlässt René, um ihn nicht mit ihrem nahen Tod zu belasten. Sie lässt ihn glauben, dass sie mit Croisson zusammenlebt. Erst während der Opernpremiere von La Bohème erkennt René, wie sehr Denise ihn liebt. Doch ist es zu spät. Denise stirbt noch während der Aufführung an der gleichen Krankheit wie ihre darzustellende Figur.

## Hintergrund
Neben Arien von Giacomo Puccini aus La Bohème sind in diesem Film zwei Lieder zu hören, die Robert Stolz und Ernst Marischka speziell für den Film geschrieben haben: Ich liebe Dich! und Weine nicht, bricht eine schöne Frau Dir das Herz.

## Kritiken
- Lexikon des internationalen Films: Humoristisch aufgelockerter Musikfilm mit dem Kino-Traumpaar Eggerth und Kiepura, der Bühnengeschehen und Wirklichkeit in wenig glaubwürdiger, sehr gefühlsbetonter Weise verquickt.